# Drevenne
La Drevenne est une rivière française, dans le département de l'Isère, affluent gauche de l'Isère, et donc sous-affluent du Rhône.

## Géographie
De 9,3 km de longueur, la rivière, qui se présente sous la forme d'un torrent au débit fluctuant selon les saisons, prend sa source au Col de Romeyère (1 068 m), dans le Massif du Vercors. Elle creuse de profondes gorges dénommées canyon des Écouges, après être passée au pied de l'ancienne Chartreuse des Écouges.

### Communes et cantons traversés
La Drevenne traverse les quatre communes suivantes, de l'amont vers l'aval, Rencurel (source), Saint-Gervais, Rovon et L'Albenc (confluence avec l'Isère). En toute rigueur, l'Albenc est située en rive droite de l'Isère alors que la Drevenne conflue en rive gauche, donc entre les deux communes de Saint-Gervais, Rovon.
Soit en termes de cantons, la Drevenne prend source dans le seul canton du Sud Grésivaudan, dans l'arrondissement de Grenoble.

### Bassin versant
La Drevenne traverse une seule zone hydrographique « L'Isère de la Lèze au Nant » (W321) de 10 090 km2 de superficie.

### Organisme gestionnaire
L'organisme gestionnaire est le SYMBHI ou Syndicat Mixte des Bassins Hydrauliques de l'Isère, créé en 2004 par le département de l'Isère pour traiter la problématique inondation sur les rivières Isère et Romanche.

## Affluents
La Drevenne a sept tronçons affluents référencés :
- Le ruisseau de Roche Rousse (rd[note 1]), 1,2 km sur la seule commune de Rencurel.
- Le ruisseau des Barres (rd), 1 km sur les deux communes de Rovon et Saint-Gervais.
- La Scie (rd), 1 km sur la seule commune de Saint-Gervais avec un affluent :
  - le ruisseau des Grandes Routes (rd), 2,1 km sur la seule commune de Saint-Gervais.
- Le ruisseau de la Valette (rg), 2,3 km sur les deux communes de Rovon et Saint-Gervais.
- Le Racleterre (rg), 2 km sur la seule commune de Rovon.
- Le ruisseau de Tourtonnière (rd), 2,5 km sur la seule commune de Saint-Gervais.
- Le Ruisant (ou Ruizant, comme l'indique un ancien panneau au niveau local) (rg), 5,2 km sur les deux communes de Rovon et Malleval-en-Vercors.

Géoportail ajoute :
- Le Bouveyron (près de sa source) 0,43 km sur la seule commune de Rencurel.

### Rang de Strahler
Donc le rang de Strahler de la Drevenne est de trois.

## Hydrologie

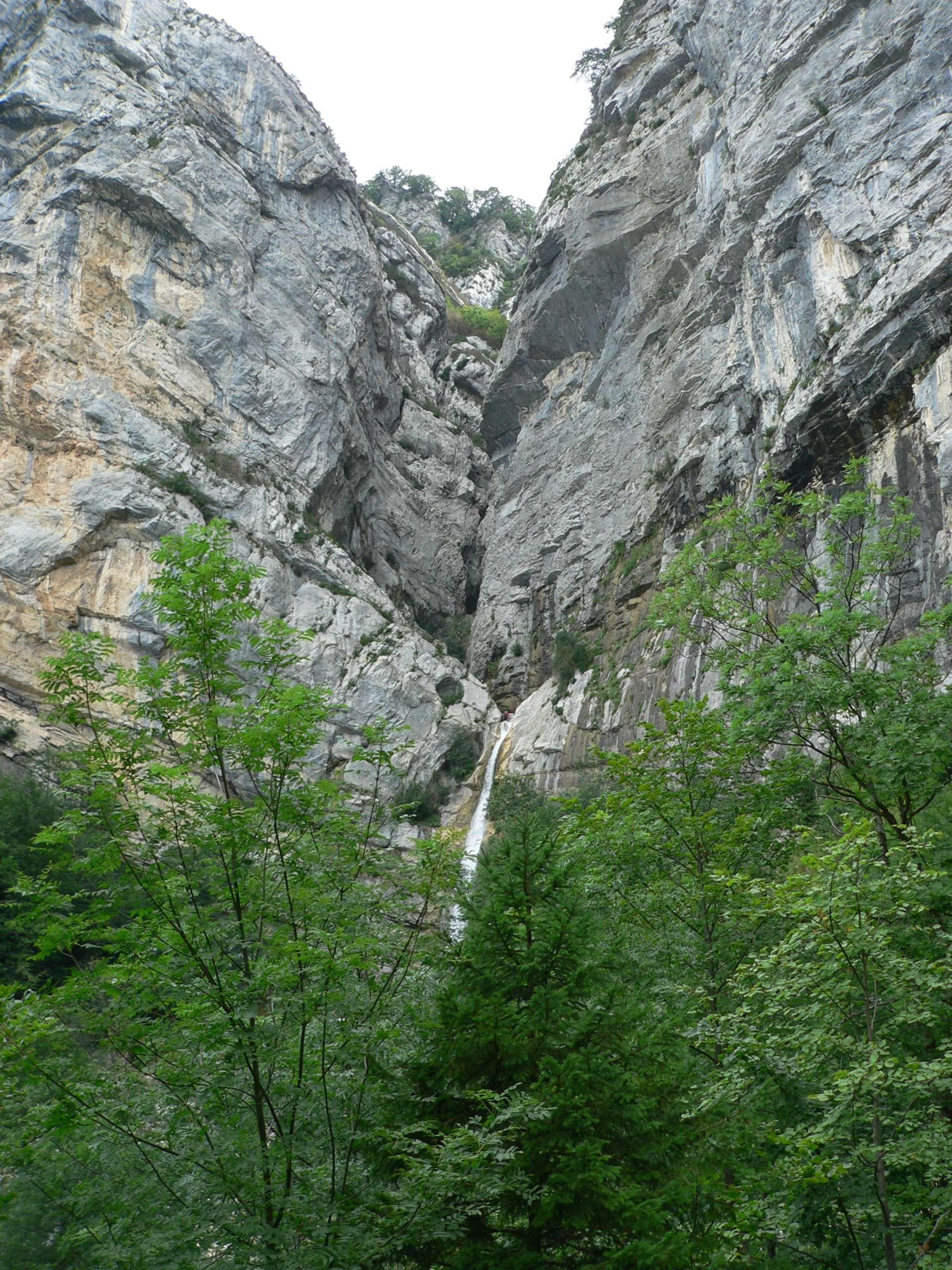
Canyon des Écouges

Son régime hydrologique est dit pluvio-nival.

### Cascade des Écouges
Située au débouché du canyon des écouges, gorge très resserrée que creuse le torrent de la Drevenne au débouché de la falaise du Vercors, la « cascade » des Écouges correspond, en fait une succession de cascades de hauteurs différentes. La principale d'entre-elles présente un dénivelé de 65 mètres et peut s'observer depuis la route qui monte vers le Tunnel des Écouges. 
Le dénivelé total, en tenant l'ensemble des cascades entre la falaise et l'entrée dans la vallée du Grésivaudan est estimé à 440 mètres . La pratique du canyoning y est autorisée par arrêté préfectoral du 1er Mai au 15 Septembre.

### Le Port de Saint-Gervais
Avant de se jeter dans l'Isère, la Drevenne passe à proximité de la fonderie royale de canons de marine, créée en 1679 par la présidente de Saint-André, marquise de Virieu et dame de Saint-Gervais, sur une initiative du ministre Jean-Baptiste Colbert conseillé par Samuel Dalliès de La Tour, receveur et trésorier général du Dauphiné.
Les canons, bien trop lourd pour être emmené par des chariots seront transportés sur des barges qui seront amarrés sur des quais le long de la rivière. Le site d'embarquement, dénommé le port était situé entre le pont de Saint-Gervais et la confluence entre l'Isère et la Drevenne.

## Aménagements et écologie
Selon l'arrêté du 31 mars 2010, émis par le ministère de l’alimentation, de l’agriculture et de la pêche, la Drevenne traverse, en partie, la réserve biologique intégrale (RBI) des Écouges, d’une surface de 248 hectares, établi dans l’espace naturel sensible départemental des Écouges. Il s'agit d'une réserve écologique qui limite la circulation des personnes dans l'espace défini et interdit la circulation de tous véhicules.

### Sports
La Drevenne est bien connu pour la pratique du Canyoning. Le parcours se décompose en deux parties : la première partie technique est engagée permet de parcourir la gorge visible de la route qui monte vers le tunnel des Ecouges. La seconde est partie plus ouverte et plus accessible, part du pont jusqu'au Gour du Fond. Cette descente est réglementée par un Arrêté Municipal.

## Galerie
Depuis sa source jusqu'à sa confluence avec l'Isère, la Drevenne passe d'un secteur de moyenne montagne à la plaine alluviale avec des paysages très différents.

Quelques vues de la Drevenne
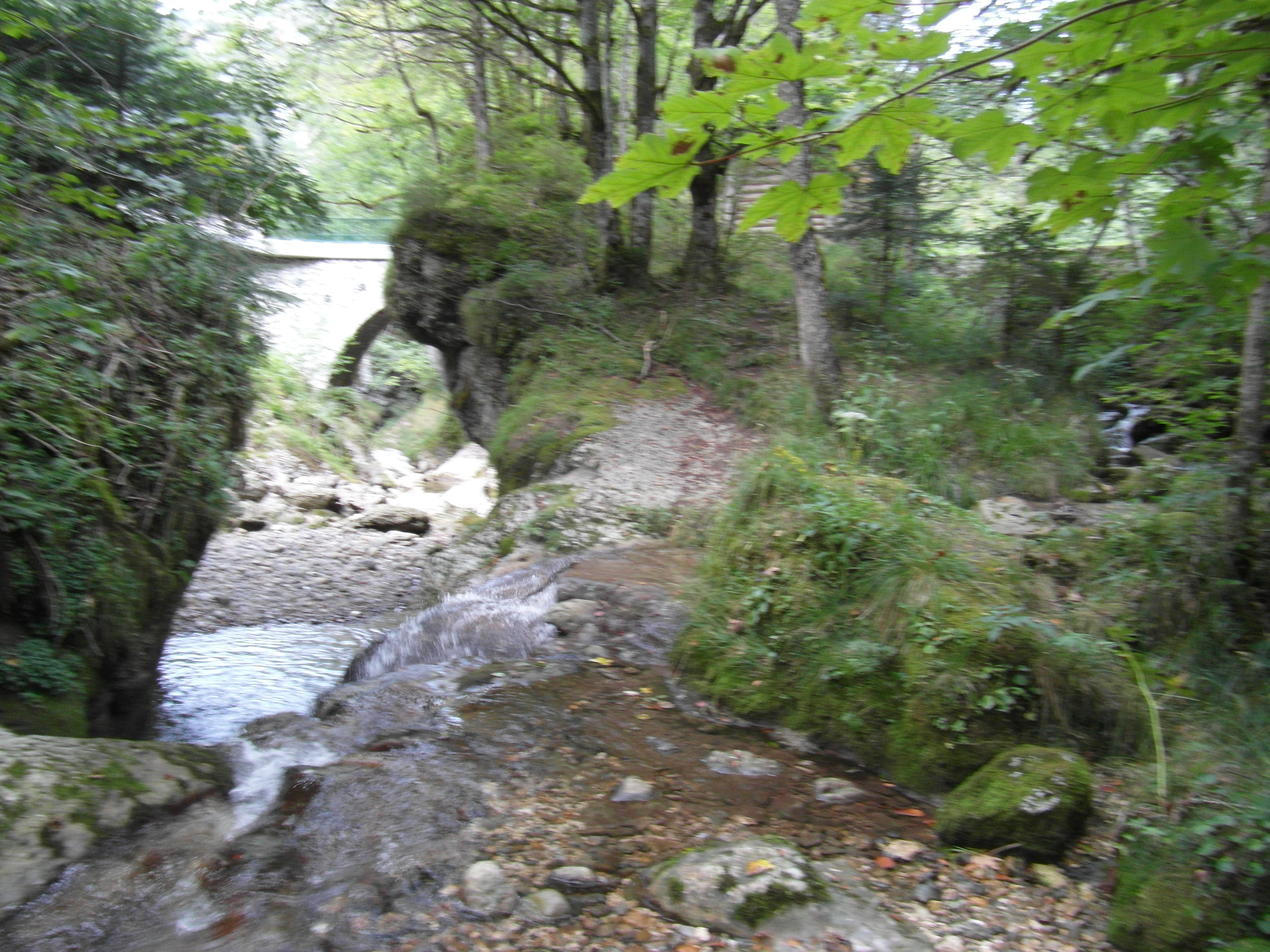
Confluence de la Drevenne et de la Scie
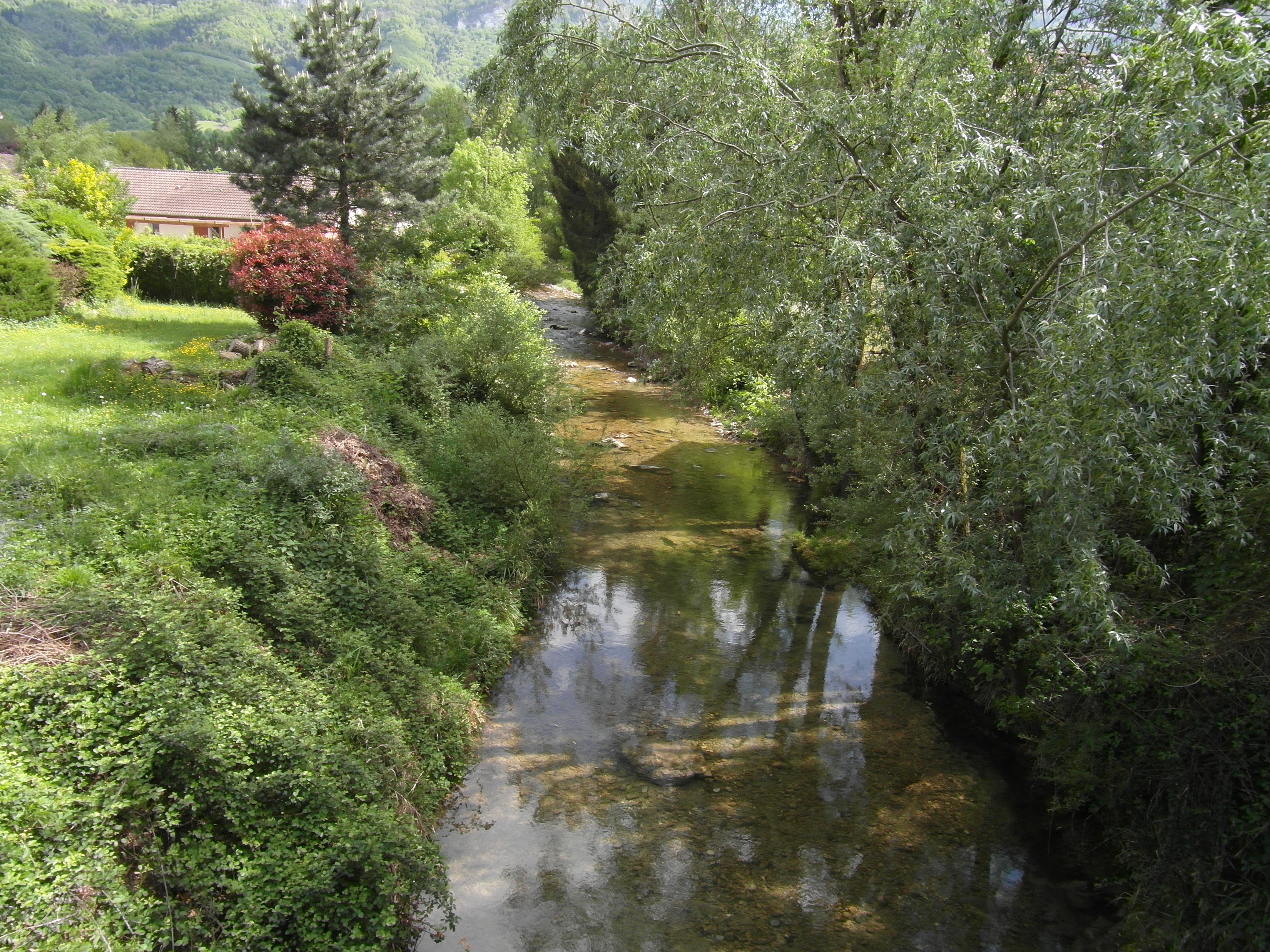
La Drevenne au pied du Vercors
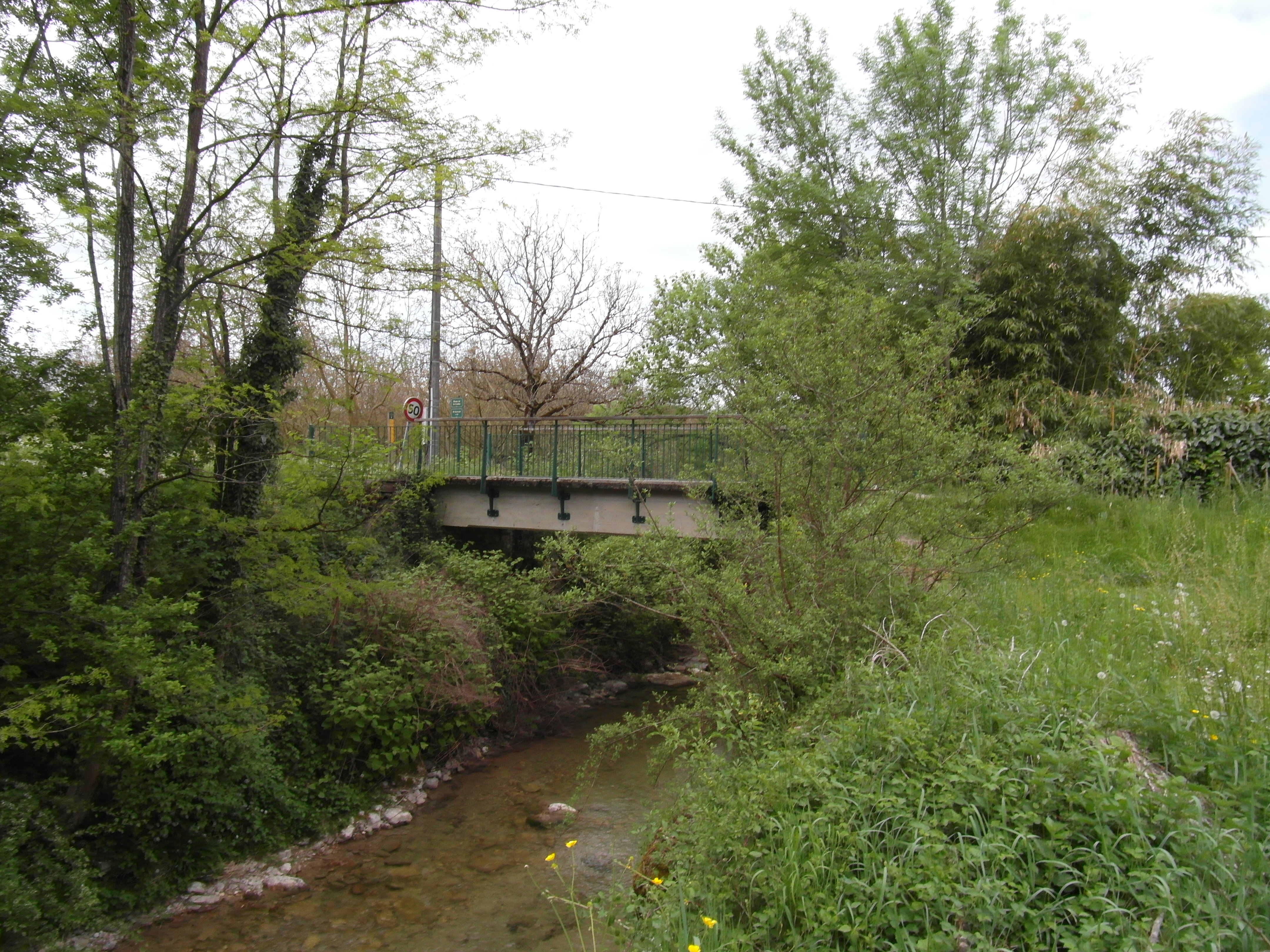
la Drevenne à Rovon
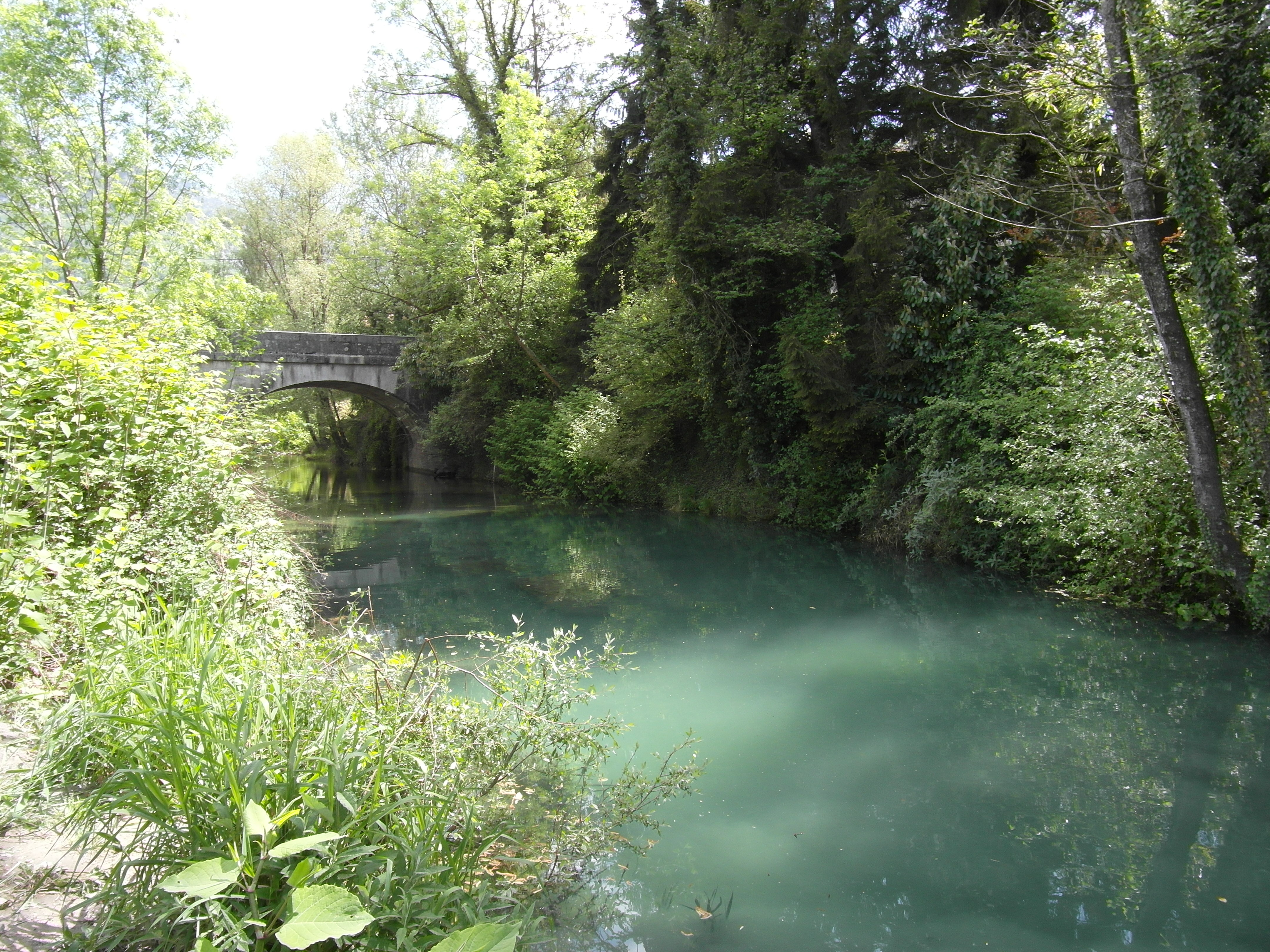
la Drevenne au Port-Saint-Gervais